# 창시자 효과

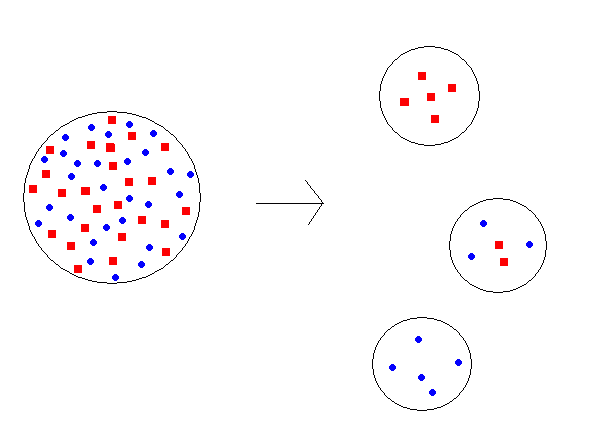
창시자 효과에 대한 간단한 설명. 왼쪽의 원래 집단에서 일부가 떨어져 나와 만들어진 개체군의 다양한 변이를 볼 수 있다.

창시자 효과(創始者效果,Founder Effect)는 집단유전학에서 한 개체군에서 낮은 빈도의 대립인자를 가진 몇몇 개체들이 새로운 곳으로 이주했을 때, 그 대립인자가 폭발적으로 늘어나는 효과를 말한다. 개체군 병목 현상과 함께 유전적 부동의 원인 중 하나이며, 새롭게 형성되는 개체군의 유전자빈도는 기존의 개체군과 매우 달라짐으로서 진화의 방향에 큰 영향을 주게 된다.
창시자 효과는 새로운 지역에서 인구 집단을 유전적으로 대표하지 않은 소수의 이주민이있을 때 발생하는 경우가 많다. 이는 작은 개체군 이기 때문에 유전자 부동의 영향이 증가하고, 근친 교배가 증가하며, 유전적 변이가 상대적으로 적은 경우가 많다. 이것은 제한된에서 관찰 할 수 있는 유전자 풀의 갈라파고스화 현상을 일으키게 되어, 격리 등 다른 지리적 요인이 함께 작용할 경우, 개체군의 형질이 완전히 달라지게 되며 종분화가 일어나는 기반이 된다.

## 개요
창시자 효과는 유전적 부동의 한 사례로 한 개체군 내의 특정 작은 개체군이 원래 집단에서 분리되어 새로운 개체군을 형성하는 현상을 의미한다. 새롭게 만들어진 개체군은 원래 개체군보다 유전자 풀에서의 유전자 다양성(유전정보)가 처음의 개체군에 비해 적은 경우가 많다. 또한 작은 집단인 만큼, 근친 교배로 인해 조그만 환경 변화에 취약할 수도 있다.
새롭게 형성된 개체군이 작을 경우, 그 창시자의 유전형 빈도는 이후 태어날 개체들의 유전자 빈도에 강력하게 영향을 미친다. 재생 속도가 느린 개체군의 경우, 집단의 개체수는 많은 세대 동안 작게 유지되며, 이는 개체군이 특정 크기로 성장 할 때까지 개체군 병목 현상과 같은 다른 유전적 부동에 많은 영향을 받게 된다. 이는 진화에 큰 영향을 주게 되는데, 유전자 풀 내에 희귀한 특정 대립 유전자가 존재할 경우, 창시자 효과에 의해 이동된 이 유전자가 살아남아 몇 세대의 성장을 하게 되면, 이는 새로운 개체군 내에서 주류가 되는 유전자가 되게 되는 것이다. 일반적으로 개체군 간에 유전자 빈도의 변동은 또한 두 그룹의 수렴진화적인 환경 변화가 일어나지 않는 경우, 여러 세대에 걸쳐 상당히 많이 달라지게 된다. 이는 단지 분리될 때의 유전자형의 빈도만 아니라 이후에 일어날 자연 선택과 돌연변이 등 다른 진화의 과정들이 다르게 진행되며, 두 개의 분리 된 개체군은 유전적으로 뿐 아니라 표현형 적으로 완전히 달라질 수 있게 된다. 개체군의 유전자 빈도가 기존 집단에 비해 비교적 빠르게 변화 할 가능성이 있기 때문에 대부분의 과학자들은 신생 종의 진화에 있어 창시자 효과를 중요한 원동력으로 생각하게 되었다.

## 역사
시웰 라이트는 창시자 효과의 원리를 무작위적 표류와 새로운 고립된 작은 개체군의 균형에 관한 이론으로 정리했다. 하지만 창시자 효과가 제대로 주목받기 시작한 것은 1963년 에른스트 마이어가 이를 다시 정리하면서 부터였다.

## 사례
예를 들어 아메리카 원주민의 혈액형은 B형이 없고 O형이 많은데, 이것은 오래전 아시아에서 아메리카 대륙으로 이주한, 적은 수의 창시자 집단에 B형 유전자가 없고 O형 유전자가 많았기 때문으로 생각하고 있다.

## 같이 보기
- 진화
  - 개체군 병목현상
  - 유전적 부동